# 舩木孝和
舩木 孝和（ふなき たかかず）は、日本の弁護士。中国地方弁護士会連合会理事長等を経て、日本弁護士連合会副会長。

## 人物・経歴
1981年神戸大学卒業。同年旧司法試験合格。1984年広島弁護士会弁護士登録。2014年から広島弁護士会会長を務め、特定秘密保護法への反対運動を行うなどした。2015年中国地方弁護士会連合会理事長。2020年から日本弁護士連合会副会長を務め、法科大学院センターや、税制などを担当した。